# Mikael Mörling
Dag Mikael Mörling, född 31 augusti 1941 i Karlstad, död 1 februari 1990 i Sunne, var en svensk dokumentärfilmare och översättare. 
Mikael Mörling arbetade som dokumentärfilmare och regissör för Sebra Film AB från 1960- till 1980-talet.
Mörling var även en av pionjärerna på 1980-talet som använde sig av ordbehandlare i sitt arbete , och specialiserade sig inom senare år på facklitteratur inom IT. Han är begravd på Sunne kyrkogårds södra del.

## Översättningar - ett urval
- Islams vandringsman Ibn Battuta 1989
- Moonwalk Michael Jackson 1988 (nyutgiven 2009)
- Venusdeltat Anaïs Nin 1978 (nyutgiven 2007)
- Tjärdocka Toni Morrison 1993
- Inte utan min dotter Betty Mahmoody 1989
- Imagine John Lennon 1988
- Sinatra : his way Kitty Kelley 1987
- Mammutjägarna Jean M Auel 1986
- Roche mot Adams Stanley Adams 1985
- Hästarnas dal Jean M. Auel 1983
- Sula Toni Morrison 1982
- Hiterapporten om kvinnor Shere Hite 1982
- Hiterapporten om män Shere Hite 1982
- Grottbjörnens folk Jean M Auel 1981